# فهرست مخالفت‌های جمهوری‌خواهان با کارزار ریاست‌جمهوری ۲۰۲۴ دونالد ترامپ
این مقاله فهرستی از جمهوری‌خواهان و محافظه‌کارانی است که آشکارا مخالفت خود را با کارزار ریاست جمهوری ۲۰۲۴ دونالد ترامپ اعلام کرده‌اند.

## مقامات اجرایی سابق فدرال

### روسای جمهور

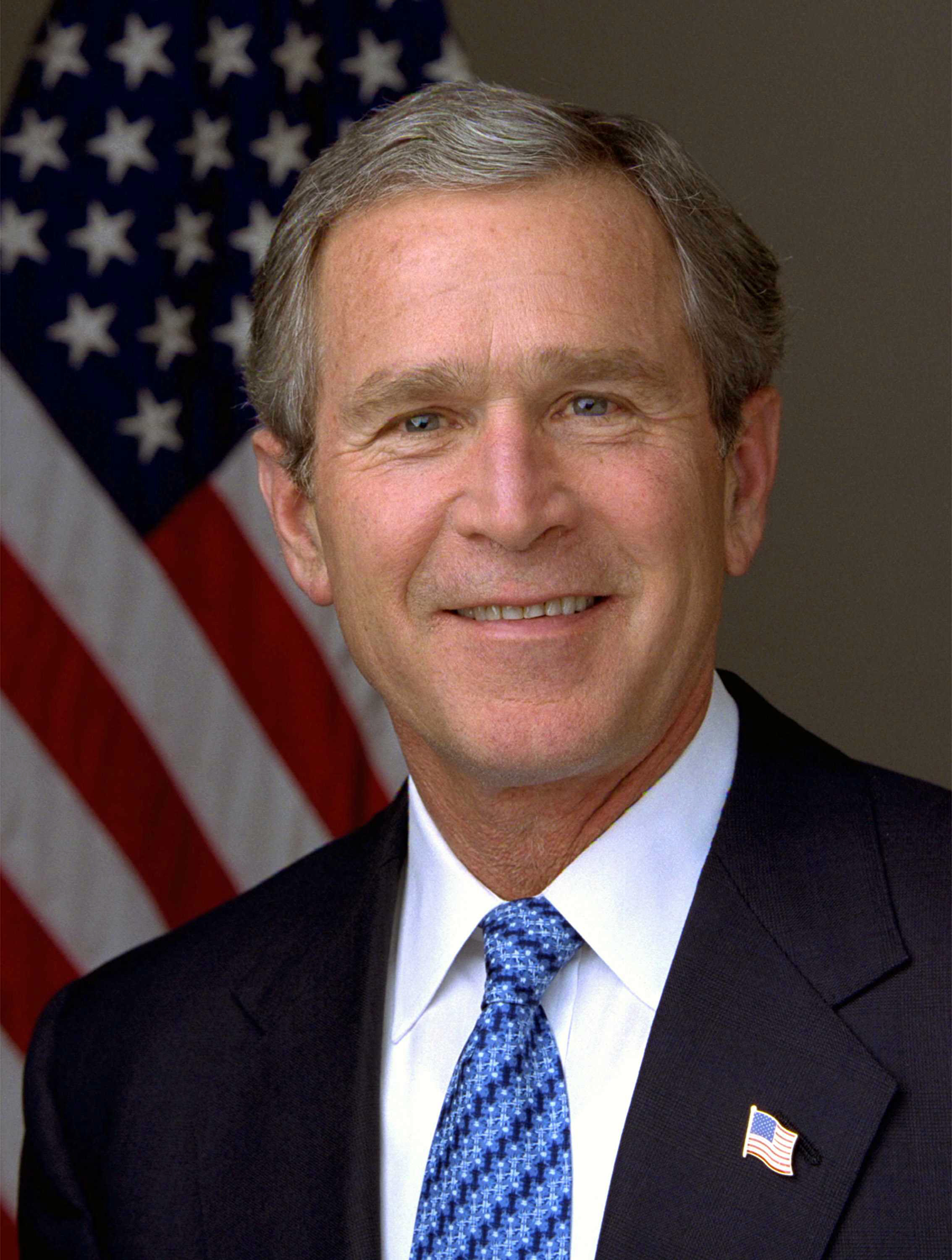
جرج دابلیو. بوش

- جرج دابلیو. بوش، رئیس‌جمهور ایالات متحده آمریکا (۲۰۰۱–۲۰۰۹)، فرماندار تگزاس (۱۹۹۵–۲۰۰۰)[۱][۲]

### معاونان رئیس‌جمهور

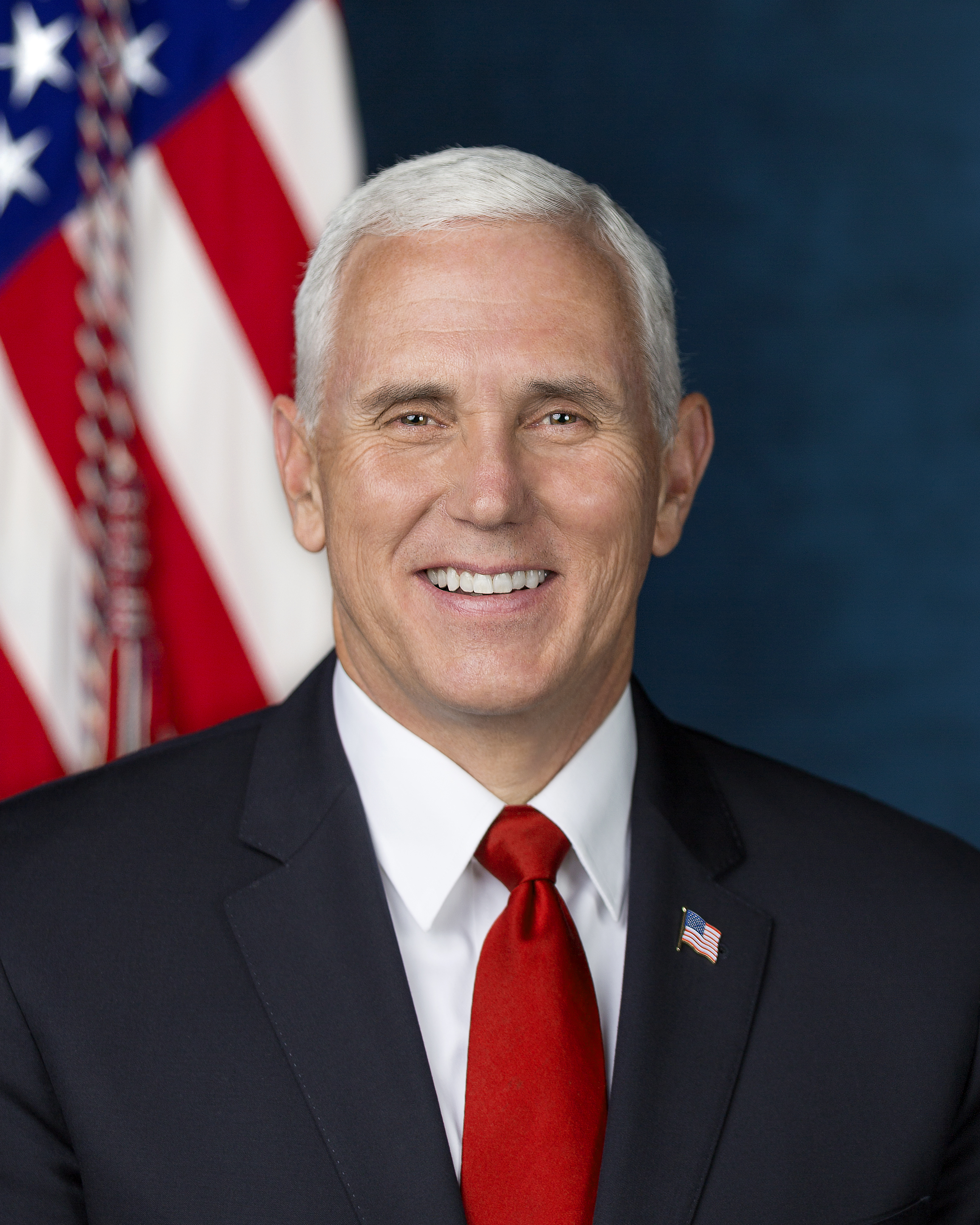
مایک پنس

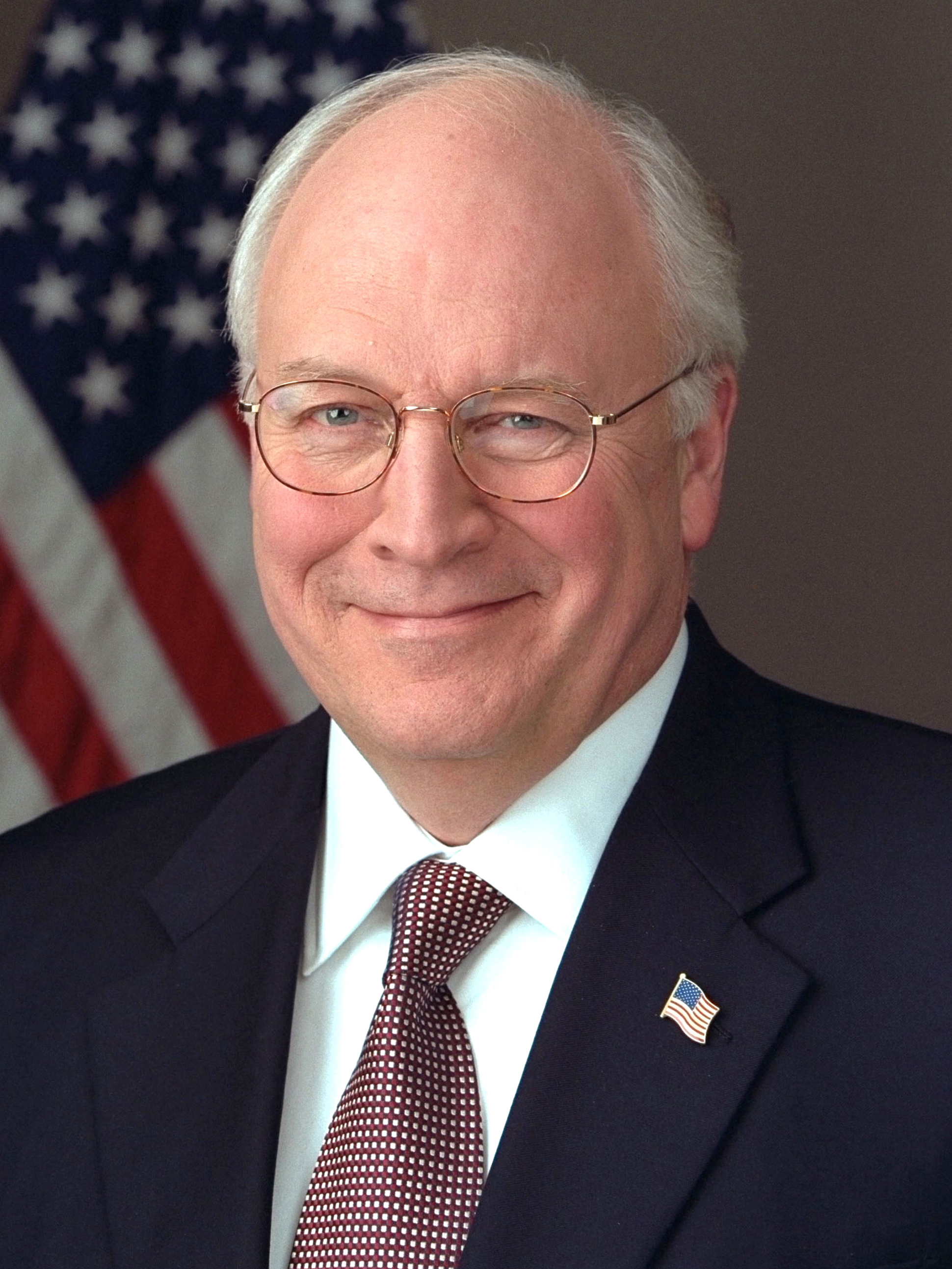
دیک چینی

- دیک چینی، معاون رئیس‌جمهور ایالات متحده آمریکا (۲۰۰۱–۲۰۰۹)، وزیر دفاع ایالات متحده آمریکا (۱۹۸۹–۱۹۹۳)، عضو مجلس نمایندگان ایالات متحده آمریکا از حوزه انتخابیه کلی وایومینگ (۱۹۷۹–۱۹۸۹)، رئیس دفتر رئیس‌جمهور ایالات متحده (۱۹۷۵–۱۹۷۷)، قائم‌مقام رئیس دفتر رئیس‌جمهور ایالات متحده (۱۹۷۴–۱۹۷۵) (از کامالا هریس حمایت کرد)[۳]
- مایک پنس، معاون رئیس‌جمهور ایالات متحده آمریکا (۲۰۱۷–۲۰۲۱)، فرماندار ایندیانا (۲۰۱۳–۲۰۱۷)، عضو مجلس نمایندگان ایالات متحده آمریکا از حوزه انتخابیه ششم ایندیانا (۲۰۰۳–۲۰۱۳)، عضو مجلس نمایندگان ایالات متحده آمریکا از حوزه انتخابیه دوم ایندیانا (۲۰۰۱–۲۰۰۳)[۴][۵]

### مقامات در سطح کابینه

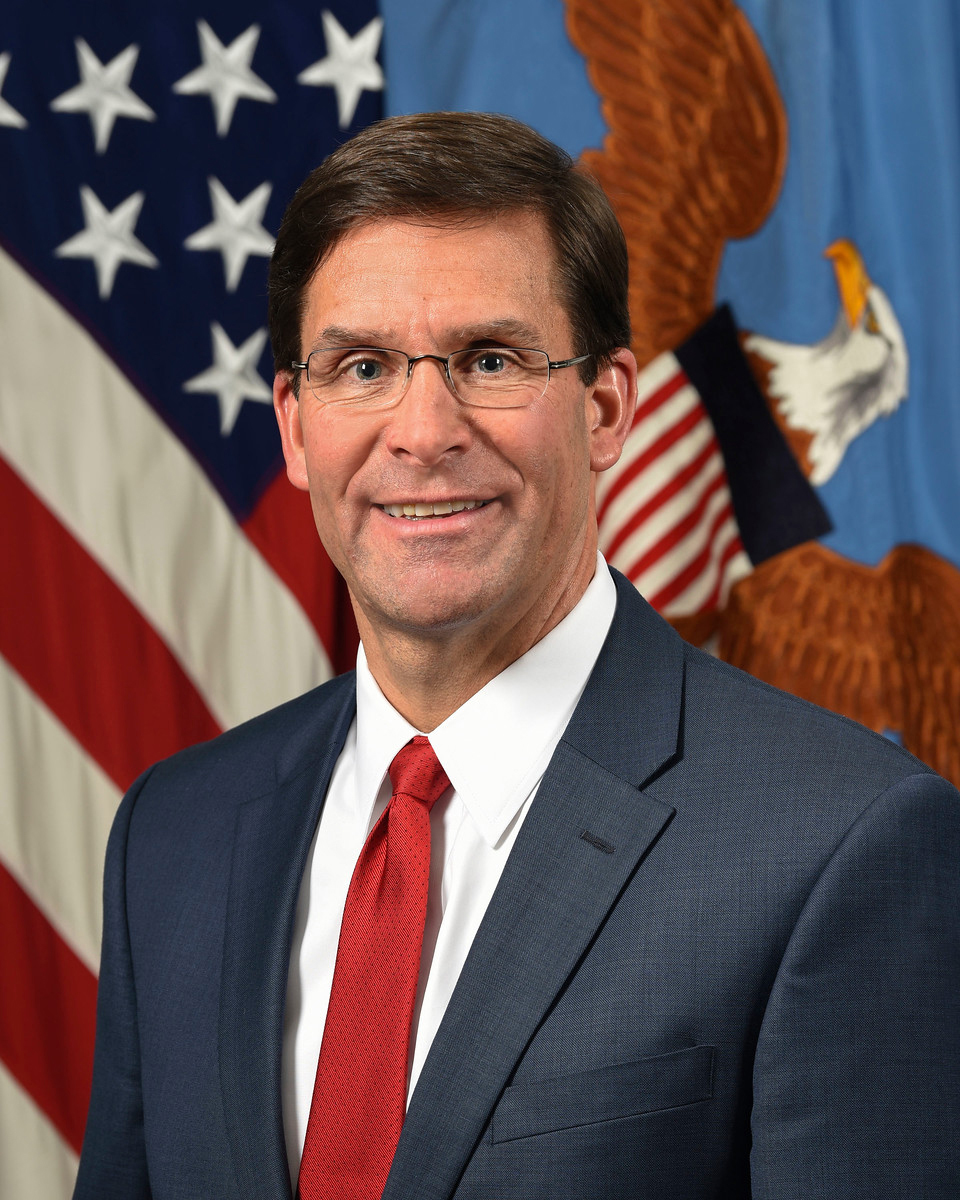
مارک اسپر

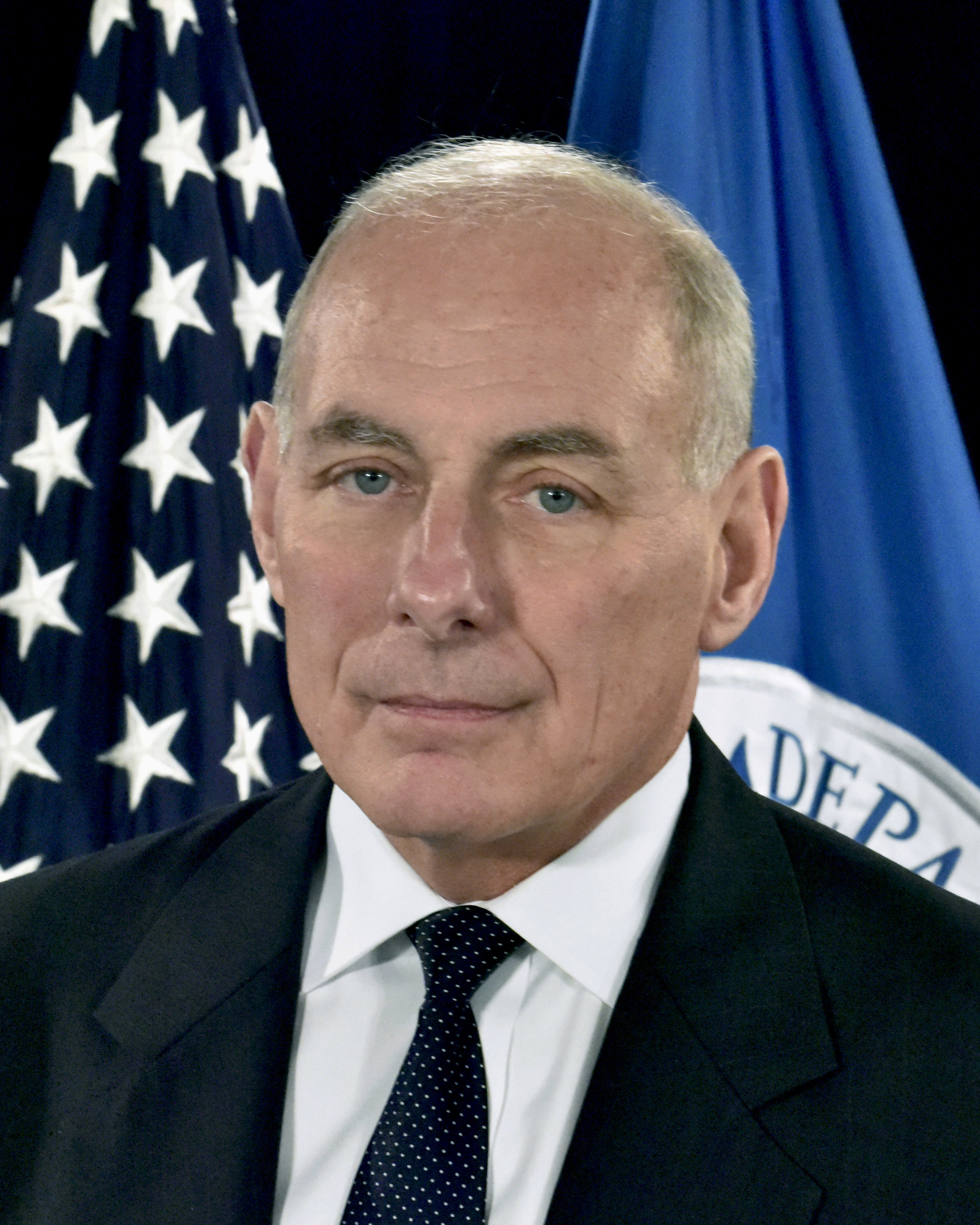
جان اف. کلی

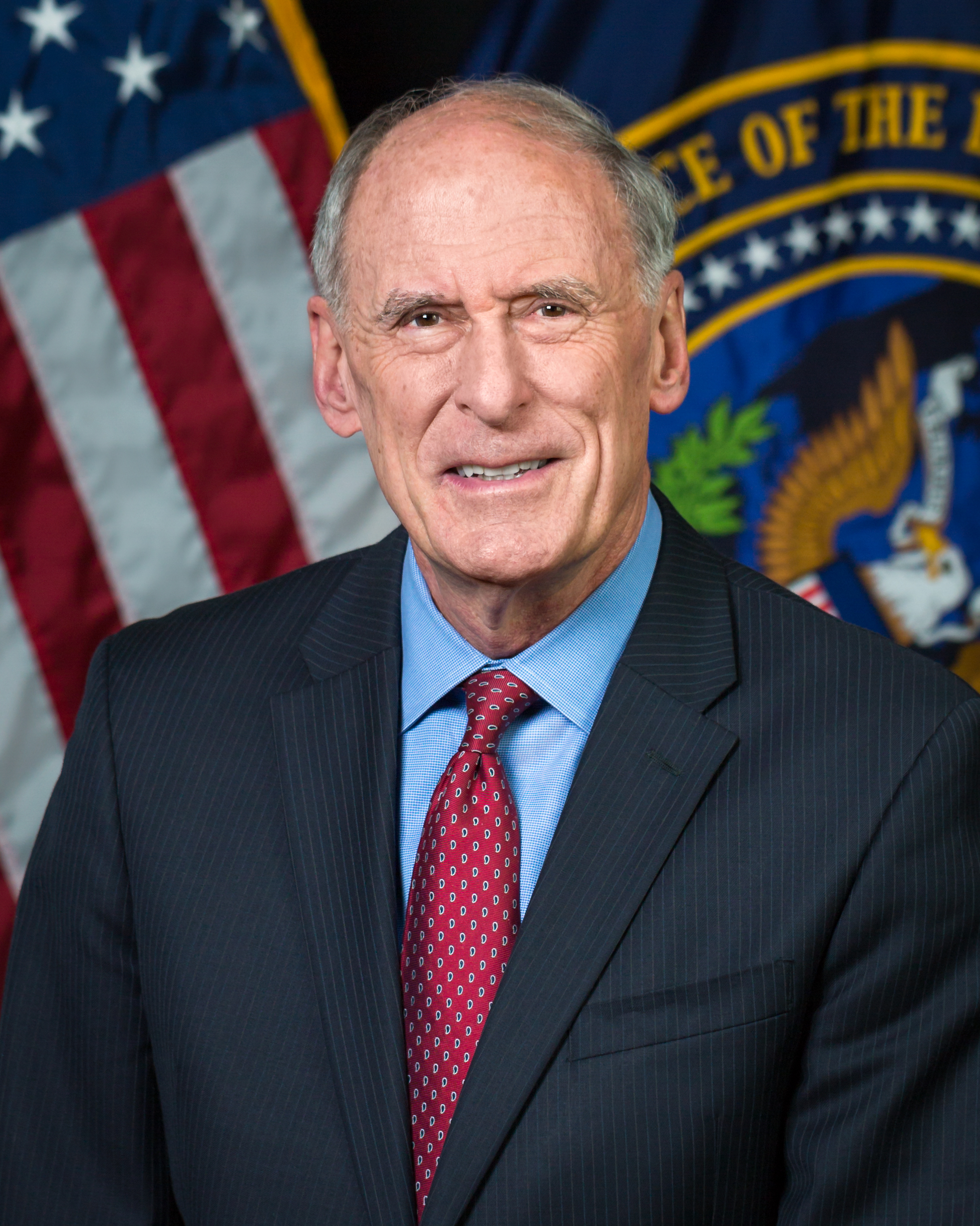
دن کوتس

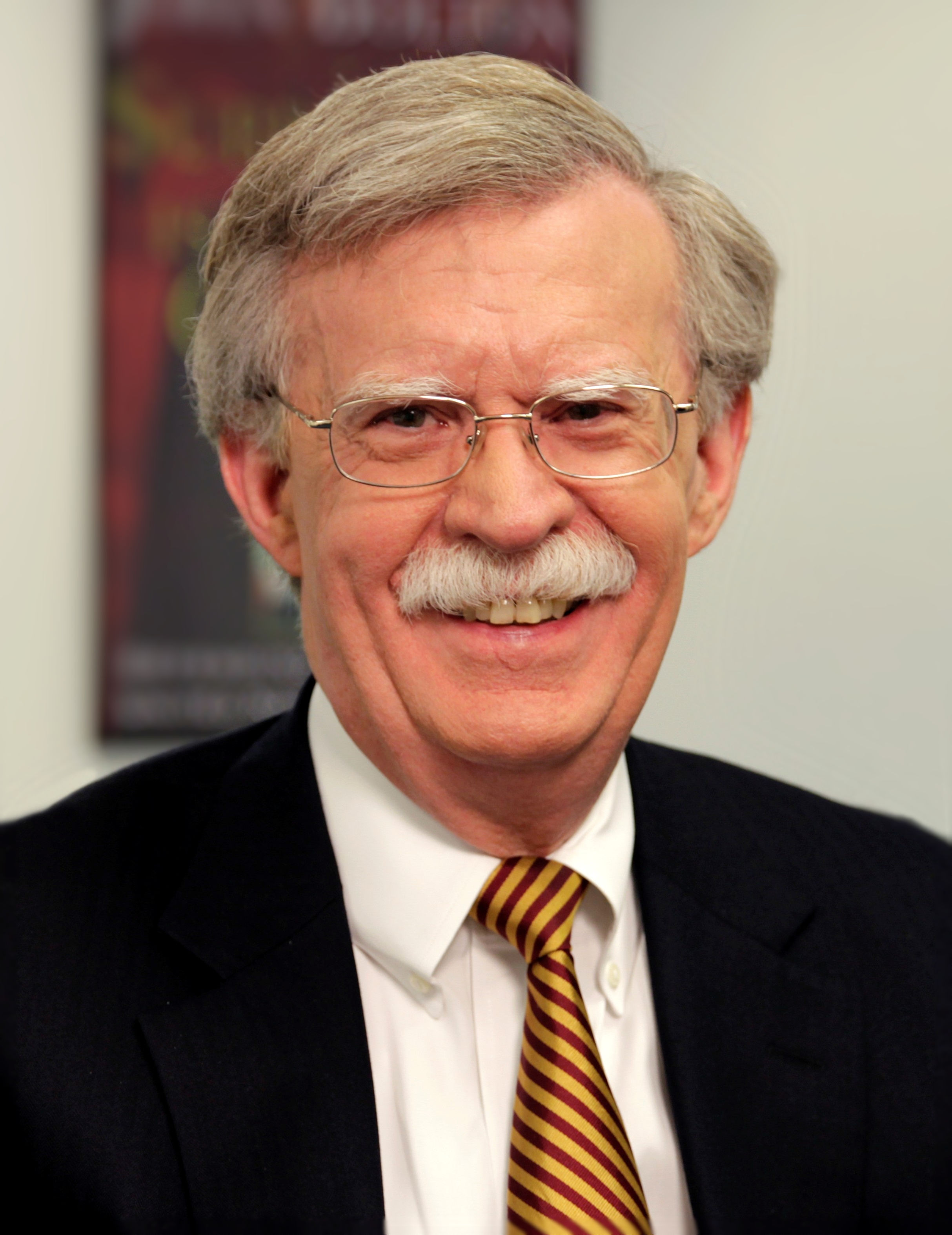
جان بولتون

- جان بولتون, مشاور امنیت ملی آمریکا (۲۰۱۸–۲۰۱۹), سفیر ایالات متحده آمریکا در سازمان ملل متحد (۲۰۰۵–۲۰۰۶)[۶][۷]
- دن کوتس، اداره‌کننده اطلاعات ملی (۲۰۱۷–۲۰۱۹)، عضو مجلس سنای ایالات متحده آمریکا از ایندیانا (۱۹۸۹–۱۹۹۹؛ ۲۰۱۱–۲۰۱۷)[۸]
- ویلیام اس. کوهن، وزیر دفاع ایالات متحده آمریکا (۱۹۹۷–۲۰۰۱)، عضو مجلس سنای ایالات متحده آمریکا از مین (۱۹۷۹–۱۹۹۷)[۹]
- جان سی. دانفورث، سفیر ایالات متحده آمریکا در سازمان ملل متحد (۲۰۰۴–۲۰۰۵)، عضو مجلس سنای ایالات متحده آمریکا از میزوری (۱۹۷۶–۱۹۹۵)[۹]
- مارک اسپر، وزیر دفاع ایالات متحده آمریکا (۲۰۱۹–۲۰۲۰)، وزیر ارتش ایالات متحده آمریکا (۲۰۱۷–۲۰۱۹)[۱۰][۱۱]
- آلبرتو گونزالس، دادستان کل ایالات متحده آمریکا (۲۰۰۵–۲۰۰۷)[۱۲]
- چاک هیگل، وزیر دفاع ایالات متحده آمریکا (۲۰۱۳–۲۰۱۵)، نائب‌رئیس هیئت مشورتی اطلاعاتی رئیس‌جمهور ایالات متحده (۲۰۰۹–۲۰۱۳)، عضو مجلس سنای ایالات متحده آمریکا از نبراسکا (۱۹۹۷–۲۰۰۹) (از کامالا هریس حمایت کرد)[۱۳]
- جان اف. کلی، رئیس دفتر رئیس‌جمهور ایالات متحده (۲۰۱۷–۲۰۱۹)، وزیر امنیت میهن ایالات متحده آمریکا (۲۰۱۷) [۱۴]
- ری لحود، وزیر ترابری ایالات متحده آمریکا (۲۰۰۹–۲۰۱۳)، عضو مجلس نمایندگان ایالات متحده از حوزه انتخابیه هجدهم ایلینوی (۱۹۹۵–۲۰۰۹) (از کامالا هریس حمایت کرد)[۱۵]

### سایر مسئولان اجرایی

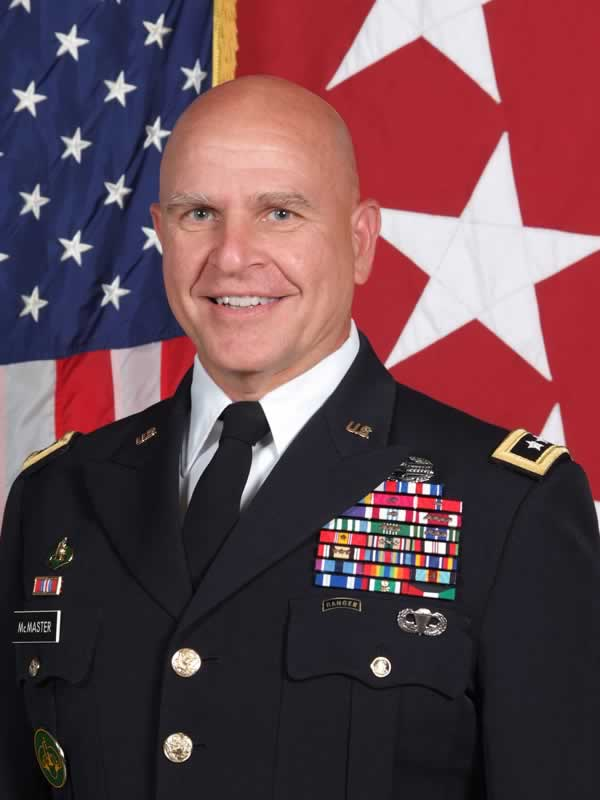
اچ‌آر مک‌مستر

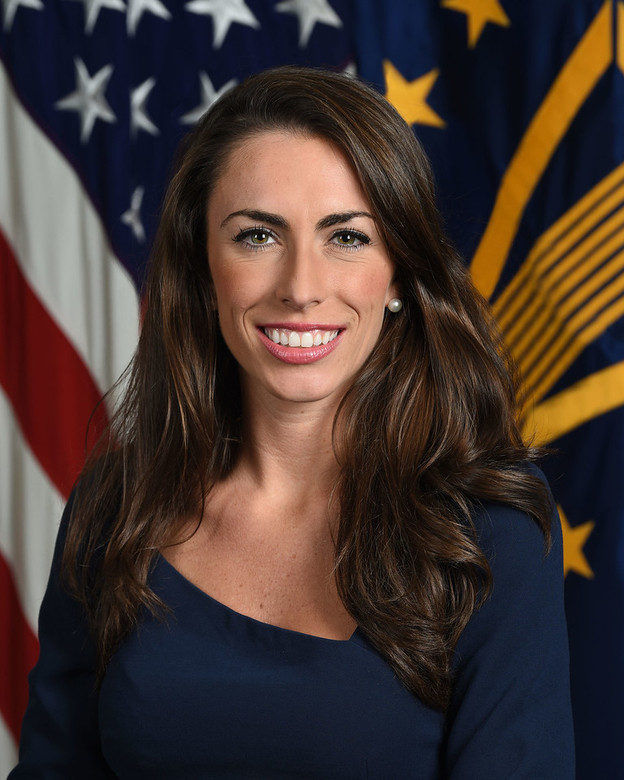
الیسا فرح

- رابرت دی. بلک ویل، سفیر ایالات متحده آمریکا در هند (۲۰۰۱–۲۰۰۳) (از کامالا هریس حمایت کرد)[۱۶]
- تای کاب، بازرس ویژه کاخ سفید (۲۰۱۷–۲۰۱۸), دستیار دادستان ایالات متحده آمریکا در ناحیه مریلند (۱۹۸۱–۱۹۸۶)[۱۷]
- اشلی دیویس، قائم‌مقام مدیر اداره مدیریت کاخ سفید (۲۰۰۱–۲۰۰۳) [۱۸]
- رونالد گیدویتز، سفیر موقت ایالات متحده آمریکا در اتحادیه اروپا (۲۰۲۰–۲۰۲۱)، سفیر ایالات متحده آمریکا در بلژیک (۲۰۱۸–۲۰۲۱), رئیس هیئت آموزشی ایالتی ایلینویز (۱۹۹۹-۲۰۰۳)[۱۹]
- الیسا فرح، مدیر ارتباطات راهبردی کاخ سفید (۲۰۲۰)، دبیر مطبوعاتی وزارت دفاع ایالات متحده آمریکا (۲۰۱۹–۲۰۲۰)، دبیر مطبوعاتی معاون رئیس‌جمهور ایالات متحده آمریکا (۲۰۱۷–۲۰۱۹)[۲۰][۲۱]
- استفانی گریشام، مدیر ارتباطات کاخ سفید و دبیر مطبوعاتی کاخ سفید (۲۰۱۹–۲۰۲۰) (از کامالا هریس حمایت کرد)[۲۲]

## سناتورها

### کنونی

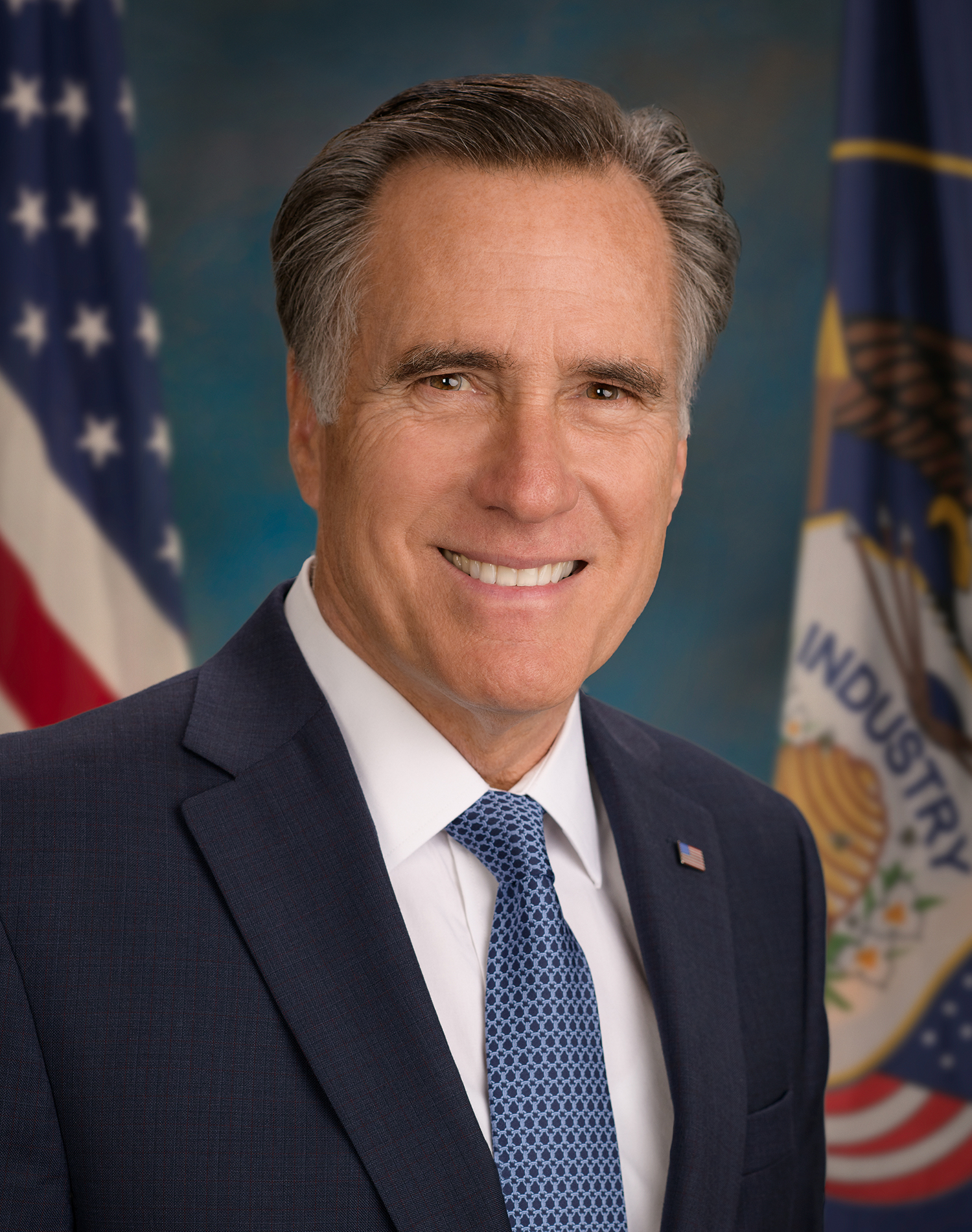
میت رامنی

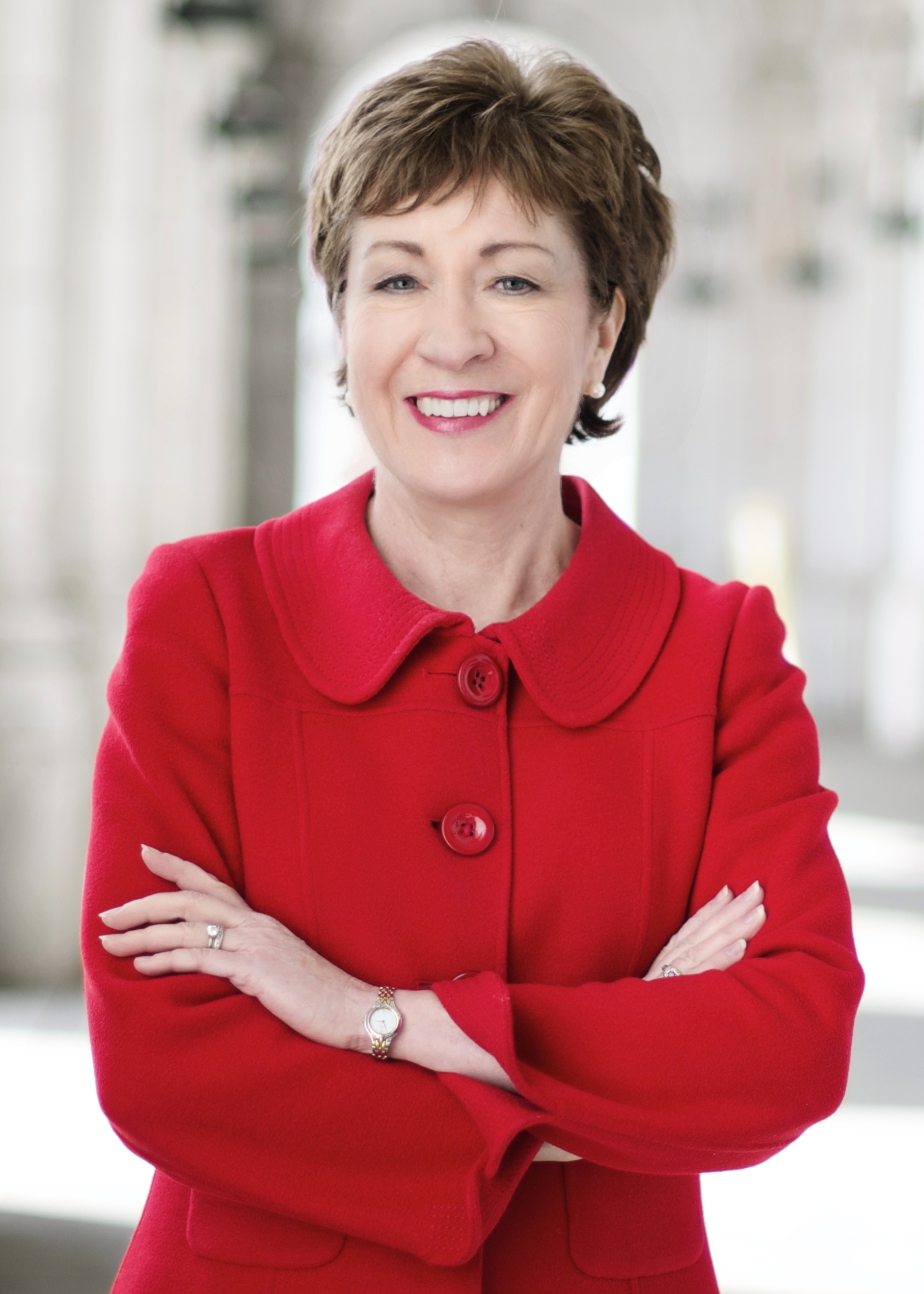
سوزان کالینز

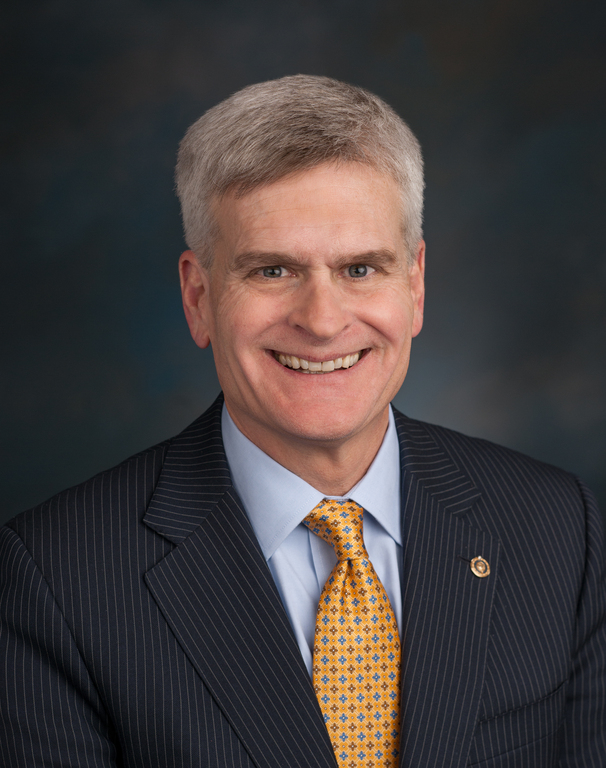
بیل کسیدی

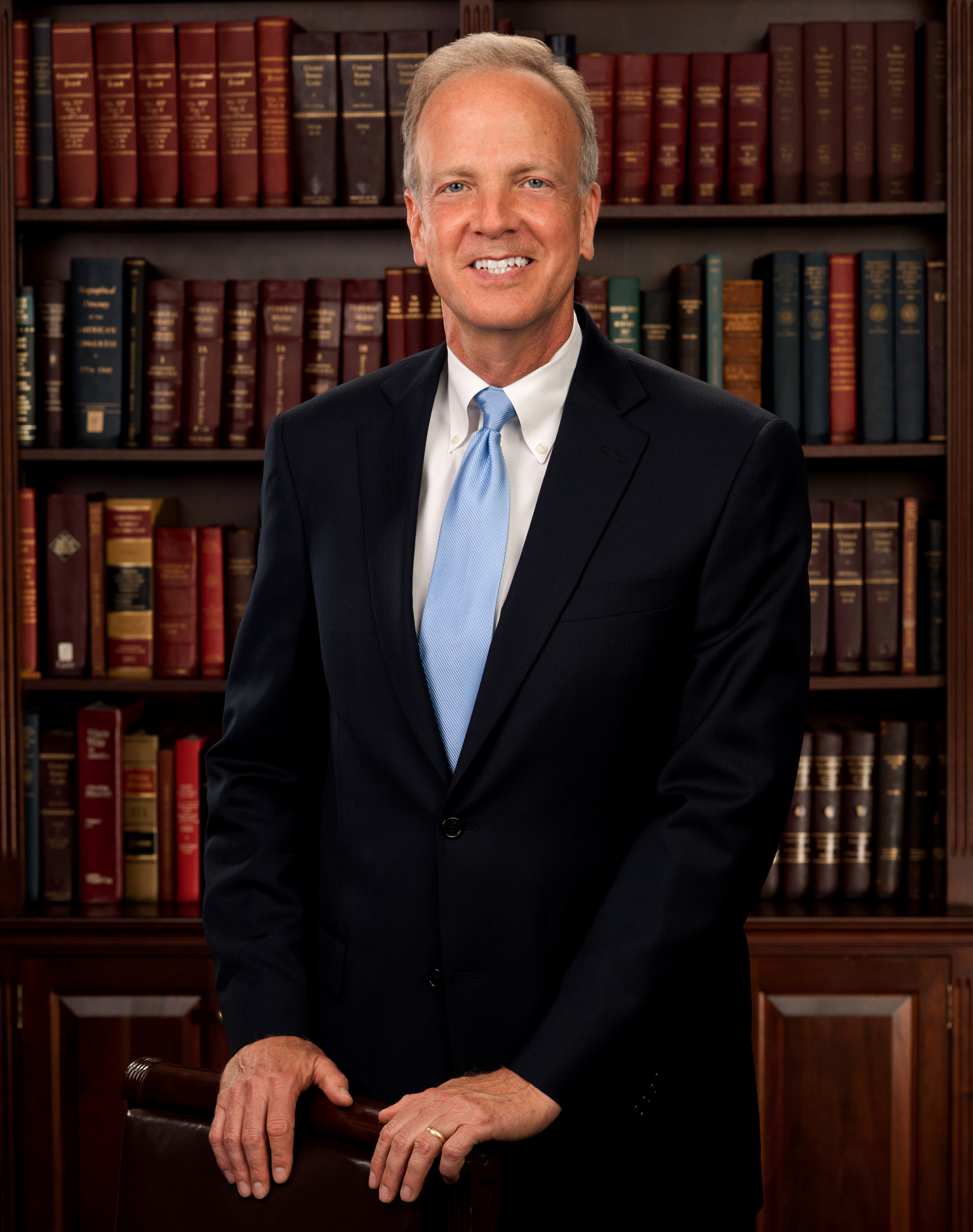
جری مورن

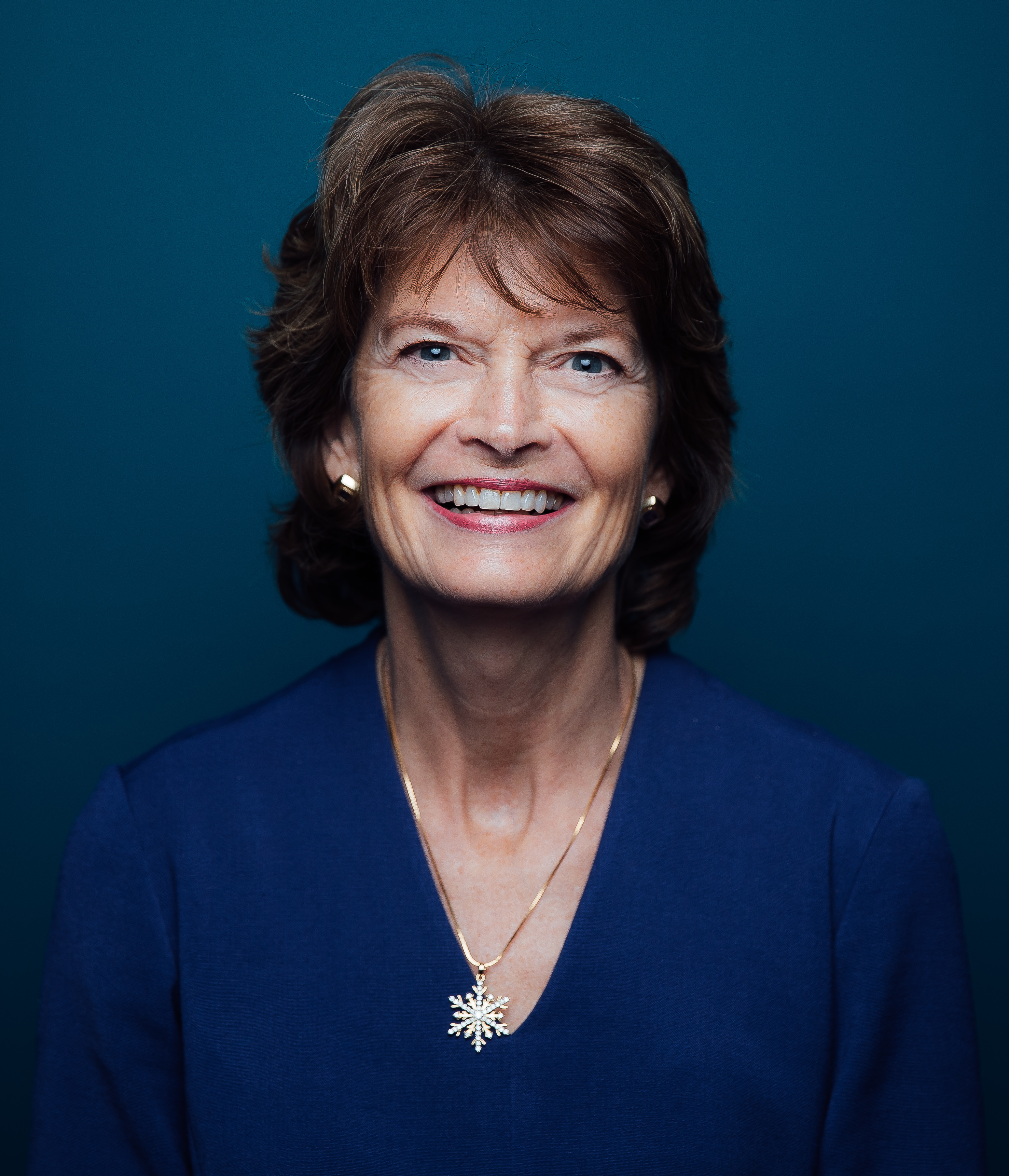
لیسا مرکاوسکی

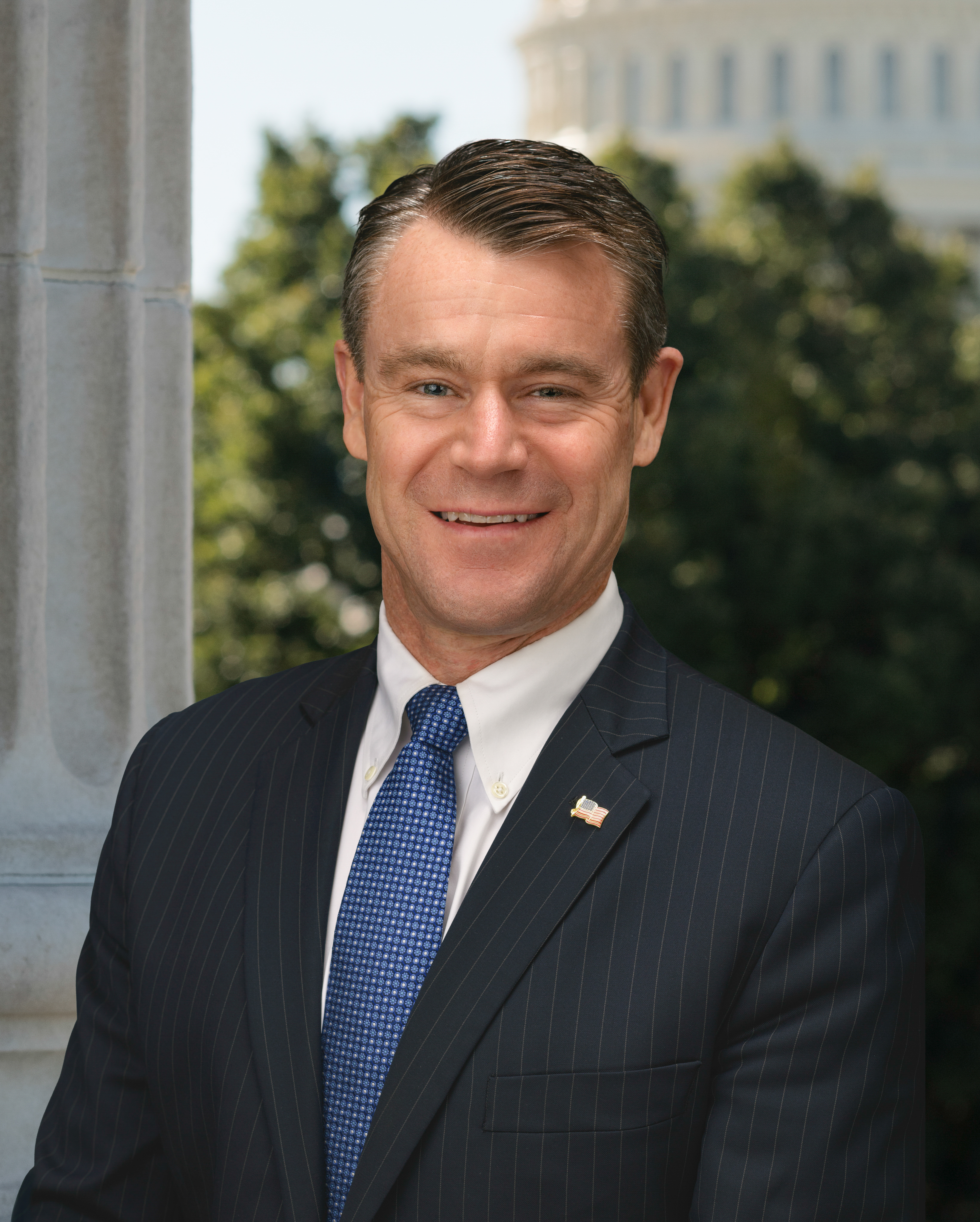
تاد یانگ

- بیل کسیدی، عضو مجلس سنای ایالات متحده آمریکا از لوئیزیانا (۲۰۱۵–اکنون)، عضو مجلس نمایندگان ایالات متحده آمریکا از حوزه انتخابیه ششم لوئیزیانا (۲۰۰۹–۲۰۱۵)[۲۳]
- سوزان کالینز، عضو مجلس سنای ایالات متحده آمریکا از مین (۱۹۹۷–اکنون) [۲۴]
- جری مورن، عضو مجلس سنای ایالات متحده آمریکا از کانزاس (۲۰۱۱–اکنون)، عضو مجلس نمایندگان ایالات متحده آمریکا از حوزه انتخابیه اول کانزاس (۱۹۹۷–۲۰۱۱)[۲۵]
- لیسا مرکاوسکی، عضو مجلس سنای ایالات متحده آمریکا از آلاسکا (۲۰۰۲–اکنون)[۲۶]
- میت رامنی، عضو مجلس سنای ایالات متحده آمریکا از یوتا (۲۰۱۹–اکنون), نامزد انتخابات ریاست جمهوری ۲۰۱۲ ایالات متحده، رئیس انجمن فرمانداران جمهوری‌خواه (۲۰۰۵–۲۰۰۶)، فرماندار ماساچوست (۲۰۰۳–۲۰۰۷)[۲۷][۲۸]
- تاد یانگ، عضو مجلس سنای ایالات متحده آمریکا از ایندیانا (۲۰۱۷–اکنون)، عضو مجلس نمایندگان ایالات متحده آمریکا از حوزه انتخابیه نهم ایندیانا (۲۰۱۱–۲۰۱۷)[۲۹]

### سابق

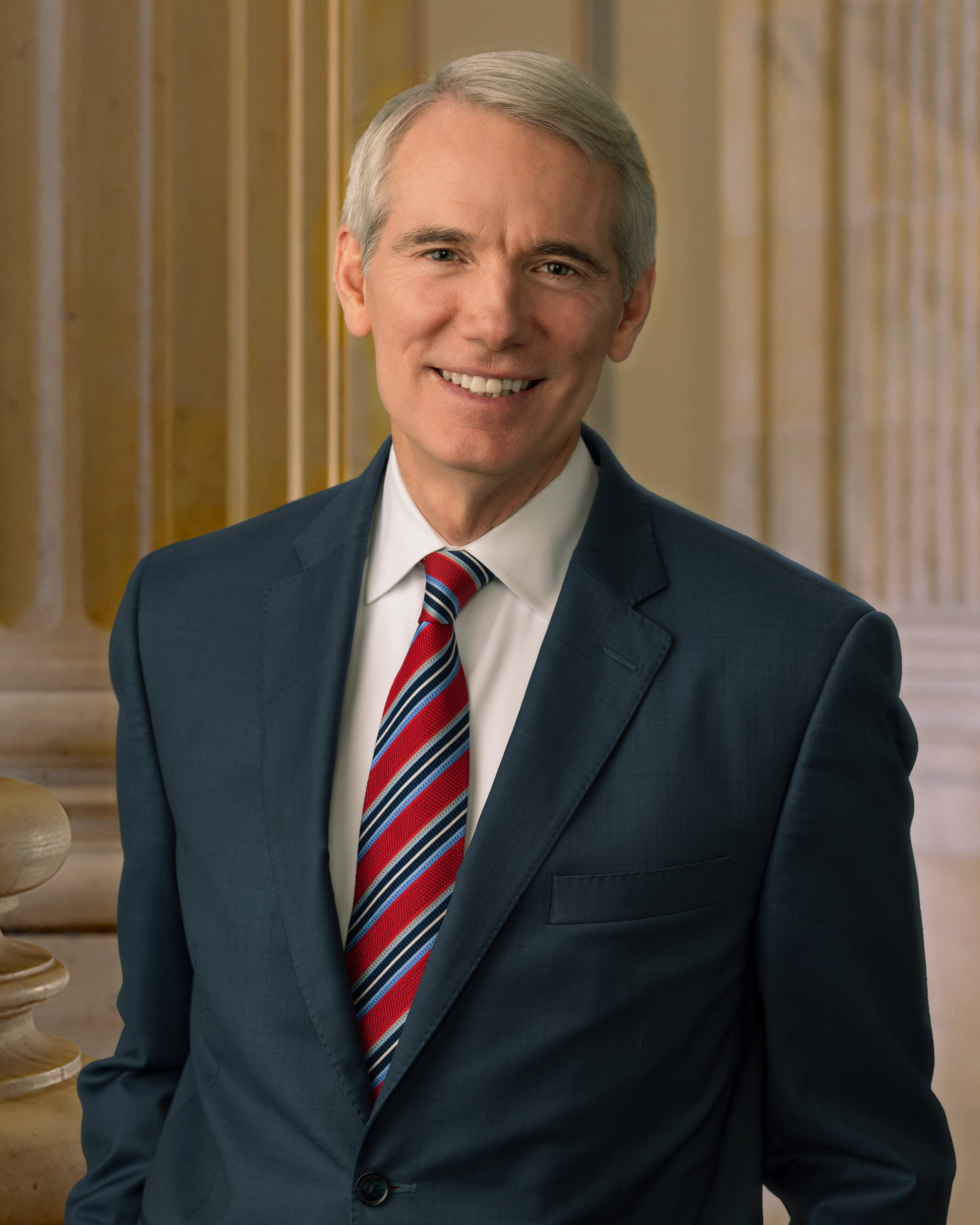
راب پورتمن

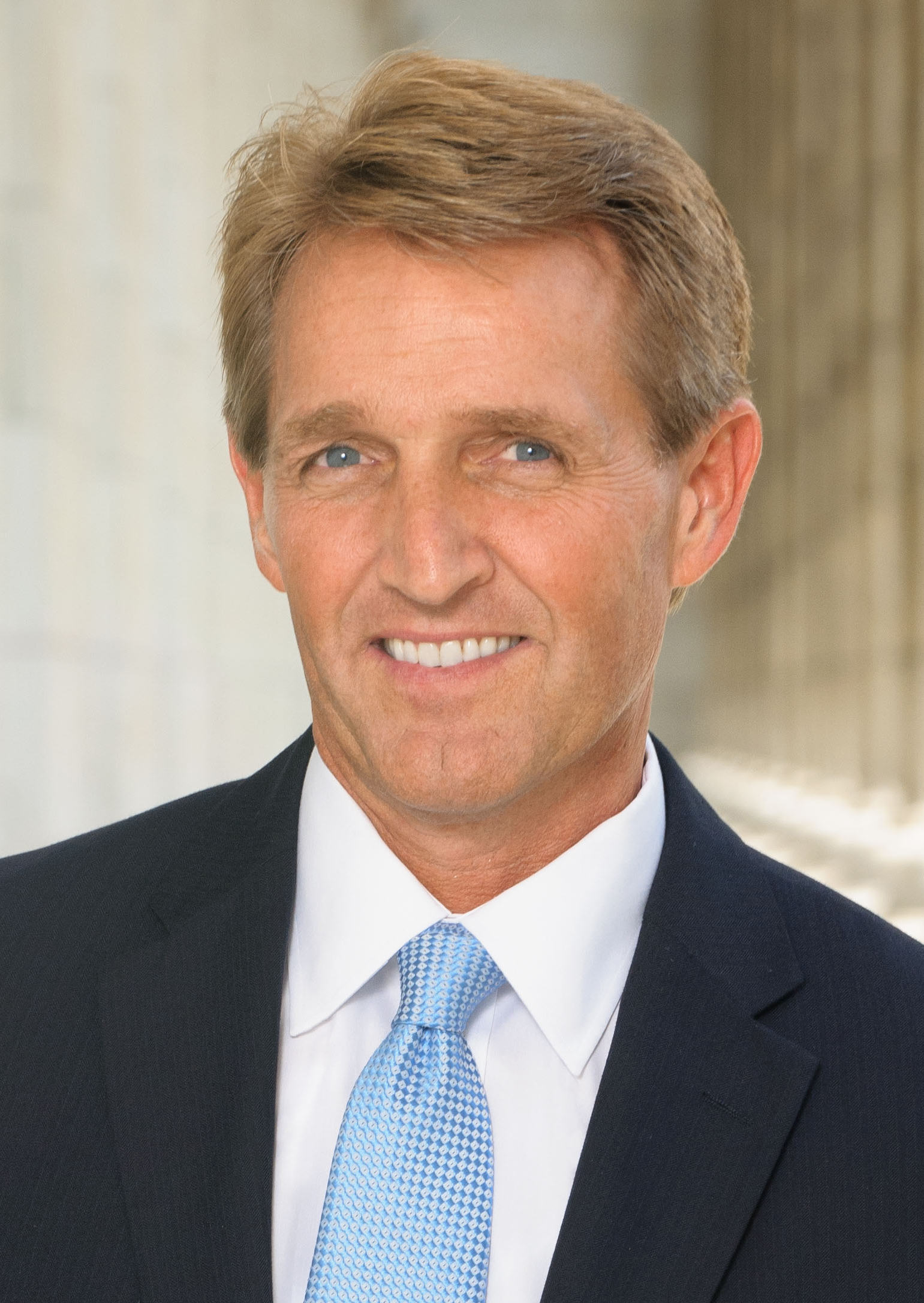
جف فلیک

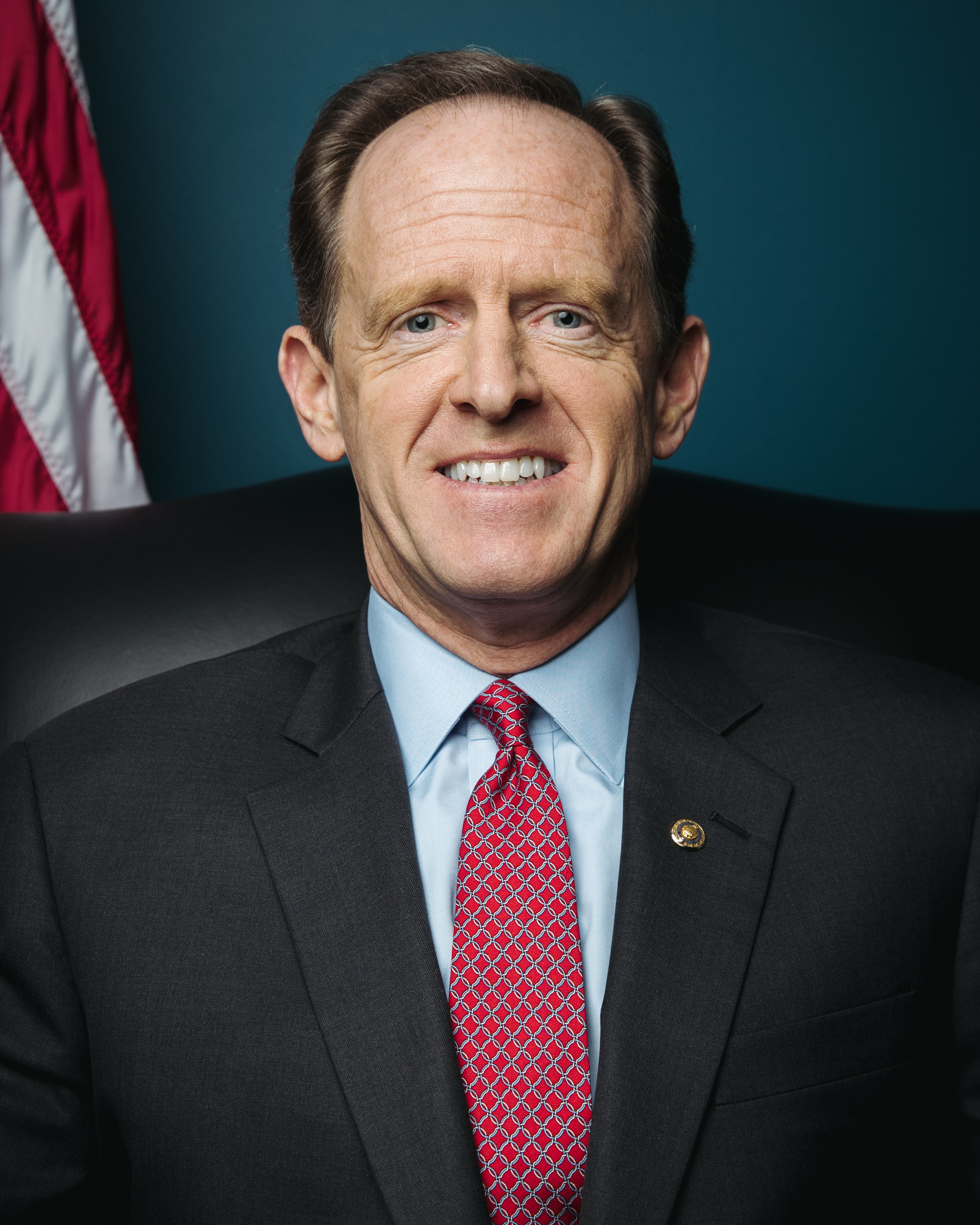
پت تومی

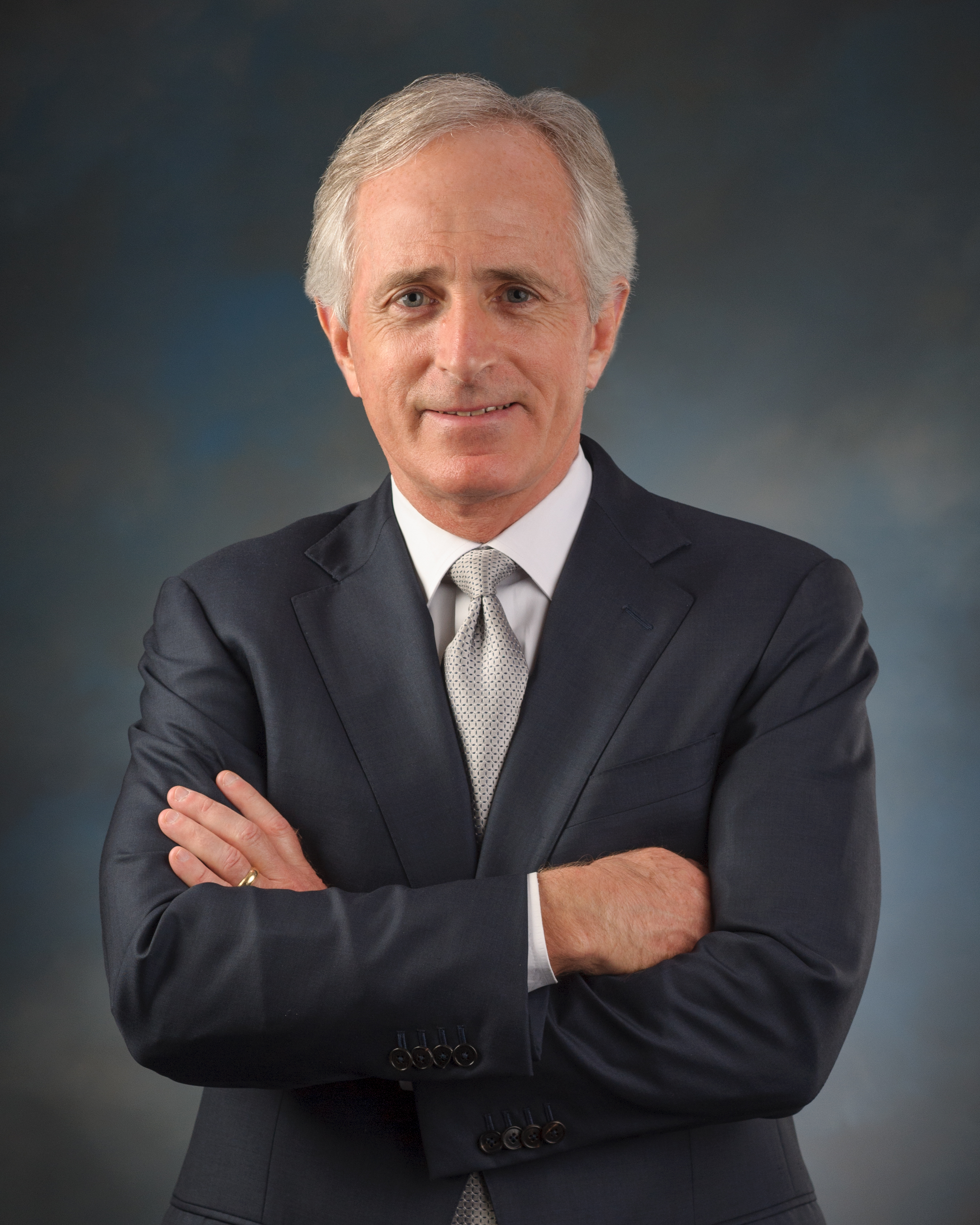
باب کورکر

- رودی بوشویتز، عضو مجلس سنای ایالات متحده آمریکا از مینه‌سوتا (۱۹۷۸–۱۹۹۱)، سفیر ایالات متحده آمریکا در شورای حقوق بشر سازمان ملل متحد (۲۰۰۵–۲۰۰۶) [۳۰]
- جفری چیسا، عضو مجلس سنای ایالات متحده آمریکا از نیوجرسی (۲۰۱۳)، دادستان کل نیوجرسی (۲۰۱۲–۲۰۱۳) [۳۱]
- باب کورکر، عضو مجلس سنای ایالات متحده آمریکا از تنسی (۲۰۰۷–۲۰۱۹)[۳۲]
- جف فلیک، سفیر ایالات متحده آمریکا در ترکیه (۲۰۲۲–اکنون)، عضو مجلس سنای ایالات متحده آمریکا از آریزونا (۲۰۱۳–۲۰۱۹)، عضو مجلس نمایندگان ایالات متحده آمریکا از آریزونا (۲۰۰۱–۲۰۱۳)[۳۳]
- کری گاردنر، عضو مجلس سنای ایالات متحده آمریکا از کلرادو (۲۰۱۵–۲۰۲۱)، عضو مجلس نمایندگان ایالات متحده آمریکا از حوزه انتخابیه چهارم کلرادو (۲۰۱۱–۲۰۱۵) [۳۴]
- جاد گرگ، عضو مجلس سنای ایالات متحده آمریکا از نیوهمپشایر (۱۹۹۳–۲۰۱۱)، فرماندار نیوهمپشایر (۱۹۸۹–۱۹۹۳)[۳۵]
- گوردون جی. هامفری، عضو مجلس سنای ایالات متحده آمریکا از نیوهمپشایر (۱۹۷۹–۱۹۹۰) (از کامالا هریس حمایت کرد)[۳۶]
- جرج لمیو، عضو مجلس سنای ایالات متحده آمریکا از فلوریدا (۲۰۰۹–۲۰۱۱)[۳۷]
- راب پورتمن، عضو مجلس سنای ایالات متحده آمریکا از اوهایو (۲۰۱۱–۲۰۲۳)، مدیر اداره مدیریت و بودجه (۲۰۰۶–۲۰۰۷)، نماینده تجاری ایالات متحده آمریکا (۲۰۰۵–۲۰۰۶)، عضو مجلس نمایندگان ایالات متحده آمریکا از حوزه انتخابیه دوم اوهایو (۱۹۹۳–۲۰۰۵)، مدیر امور قانون‌گذاری کاخ سفید (۱۹۸۹–۱۹۹۱) [۳۸]
- آلن کی. سیمپسون، عضو مجلس سنای ایالات متحده آمریکا از وایومینگ (۱۹۷۹–۱۹۹۷)[۹]
- جان ئی. سونونو، عضو مجلس سنای ایالات متحده آمریکا از نیوهمپشایر (۲۰۰۳–۲۰۰۹)، عضو مجلس نمایندگان ایالات متحده آمریکا از حوزه انتخابیه اول نیوهمپشایر (۱۹۹۷–۲۰۰۳[۳۹]
- پت تومی، عضو مجلس سنای ایالات متحده آمریکا از پنسیلوانیا (۲۰۱۱–۲۰۲۳)، عضو مجلس نمایندگان ایالات متحده آمریکا از حوزه انتخابیه پانزدهم پنسیلوانیا (۱۹۹۹–۲۰۰۵)[۴۰]